# Верблюд одногорбий
Верблю́д одного́рбий або дромеда́р (Camelus dromedarius) — вид ссавців родини верблюдових (Camelidae).
Це найвищий із трьох видів верблюдів; дорослі самці досягають 1,8–2,4 м у холці, а самки — 1,7–1,9 м. Самці зазвичай важать від 400 до 690 кг, а самки — від 300 до 540 кг.
Відмінні риси виду — довга вигнута шия, вузькі груди, один горб (порівняно з двома у двогорбового верблюда та дикого бактріанського верблюда), а також довге волосся на горлі, плечах і горбі. Шерсть зазвичай коричневого кольору. Горб, висотою 20 см і більше, складається з жиру, скріпленого волокнистою тканиною.
Дромедари активні переважно у світлий час доби. Вони утворюють стада приблизно з 20 особин, які очолює домінантний самець. Харчуються листям і пустельною рослинністю; деякі пристосування, такі як здатність переносити втрату понад 30 % загальної кількості води, дають їм змогу процвітати в пустельному середовищі існування. Парування відбувається щорічно і досягає піку в сезон дощів; самки народжують одне дитинча після 15-місячної вагітності.
Дромедарі не зустрічаються в дикій природі вже майже 2000 років. Вперше його одомашнили, ймовірно, на Аравійському півострові близько 4000 років тому або в Сомалі, де в Лаас Геель є малюнки, що датують його від 5000 до 9000 років тому. У дикій природі дромадер населяв посушливі регіони, включаючи пустелю Сахара. Одомашнений дромадер зазвичай зустрічається в напівзасушливих і посушливих регіонах Старого Світу, переважно в Африці та на Аравійському півострові, а значна дика популяція зустрічається в Австралії. Продукція дромедарів, зокрема м'ясо та молоко, є джерелом існування кількох північноафриканських племен; вони також широко використовуються для верхової їзди та як в'ючна тварина.

## Етимологія
Назва «дромедар» походить з давньофр. dromedaire чи лат. dromedarius, куди слово прийшло з грец. δρομάς, що означає «той, що біжить». У багатьох країнах його називають «арабіаном» — за назвою місцевості, де ці тварини вперше були приручені, тобто з Аравійського півострова. Є згадки про верблюдів в Північній Америці раніше за Азію, але надійних офіційних джерел мало.

## Характеристики

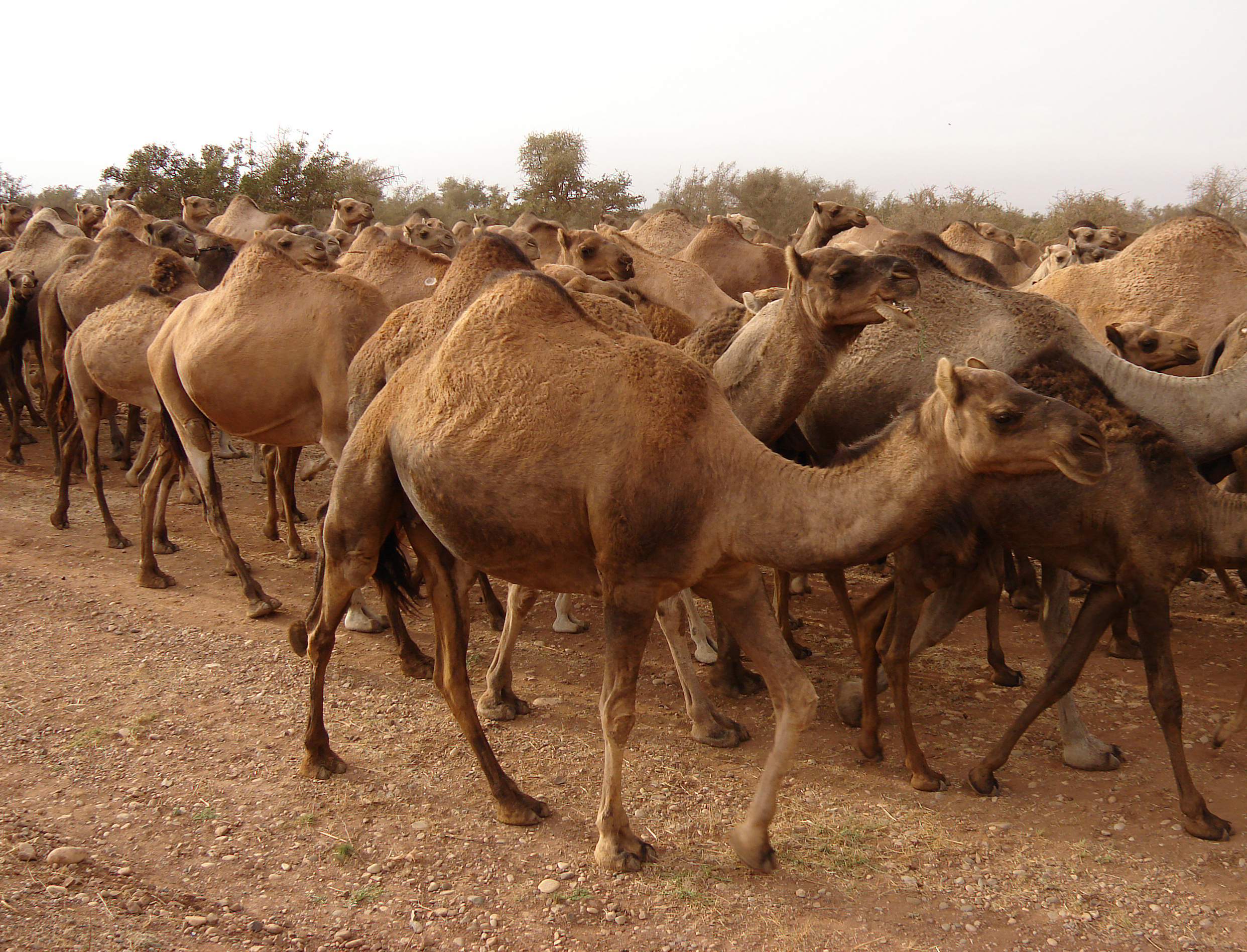
Стадо верблюдів, Марокко.

Поширений в багатьох регіонах Азії та Африки як домашня тварина для перевезення вантажів або верхової їзди, проте його дикі популяції у наш час вимерли. Тварини виявляють активність у день. Найчастіше вони збираються в групу, яка містить одного самця і кілька самиць. Разом з ними знаходиться і потомство. Між самцями можуть відбуватися поєдинки за лідерство в групах. Вони супроводжуються укусами, а також ударами ніг.
За добу дромедар здатний пройти до 70 км. Їжа у тварин займає від 8 до 12 годин на добу. Вони обдирають листя, а також гілки прямо на ходу. Коли тваринам жарко, вони притискаються один до одного, знижуючи температуру. На водопій ходять рано вранці (при наявності джерела води поблизу). Причому за десять хвилин здатні випити до 130 літрів води. Дромедари — чудові бігуни. Можуть досягати швидкості в 35 км/год. Тварини добре плавають. Люблять валятися в піску, а також чесати тіло об дерева. Дромедари здатні бачити об'єкт, що пересувається, на відстані до 1 км. А нюх у них феноменальний. Вони здатні відчувати воду, яка знаходиться за 40–60 км.
Дромедар — досить велика тварина. Тому практично не має ворогів. Лише дитинчата можуть ставати жертвами великих хижаків. Коли настає сезон розмноження, близько самця збирається табун до 20 самиць. Причому їх самець активно захищає від «конкурентів». Завдяки пахучим залозам, які знаходяться на потилиці, а також за допомогою сечі, яка розбризкується хвостом, самці мітять свою територію. Якщо зустрічаються два самці, вони кричать або шиями тиснуть один одного до землі. Вагітна самиця зазвичай відділяється від стада і йде в окрему групу з іншими вагітними особинами. Вагітність триває від 360 до 440 днів. Цікаво, що спочатку у зародка з'являється два горби, які до моменту народження переформовуються в один. Самиця найчастіше народжує одне верблюденя, яке вже на другу добу ходить самостійно.
Варто відзначити, що сьогодні дромедарів не розглядають як диких тварин. Адже навіть австралійські одногорбі верблюди, які проживають у дикій природі, є нащадками одомашнених тварин. Чисельність одногорбих верблюдів складає до 17 млн особин.

## Розповсюдження й одомашнення
Одногорбий верблюд (Camelus dromedarius), також відомий як дромедар, є одним із найдавніших одомашнених тварин, що має важливе значення в історії людства. Його одомашнення і подальше розповсюдження тісно пов'язані з розвитком кочового способу життя, сільського господарства та торгівлі в посушливих і пустельних регіонах.

### Одомашнення
Одомашнення дромедара відбулося приблизно 3000–4000 років тому на Аравійському півострові. Первісні кочові племена, які мешкали в посушливих регіонах, почали використовувати верблюдів для перевезення вантажів і як джерело молока та м'яса. Одна з основних причин одомашнення одногорбого верблюда полягала в його здатності виживати в екстремальних умовах — при високих температурах і нестачі води. Верблюди стали незамінними в таких умовах, оскільки могли долати великі відстані без необхідності часто пити.
Дромедар також був важливою частиною караванної торгівлі через пустелі. Завдяки своїй здатності перевозити вантажі, він допомагав створювати великі торгові мережі між Середземномор'ям, Індією, Африкою та іншими частинами Азії. Великі стада диких дромедарів мешкають у Лівії, де ці тварини послідовно вимирали, відновлювалися та залишені напризволяще у двадцятому столітті.
Він також був завезений до Європи, де в 1136 році зустрічався аж до Рейну, але потім тварини знову зникли. Однак у 1405 році цей вид був успішно завезений на Канарські острови, де тварина все ще зустрічається. У 1856 році було зроблено спроби розведення дромедарів на півдні Сполучених Штатів, але вони провалилися, коли чотири роки по тому в США почалася громадянська війна.

### Розповсюдження
Після одомашнення на Аравійському півострові одногорбий верблюд поступово поширився в інші частини Близького Сходу, Північної Африки та Південної Азії. Основні регіони, де дромедари нині є важливою частиною місцевого господарства та культури, включають:
1. Аравійський півострів: Верблюди є невід'ємною частиною культури та економіки багатьох країн регіону, таких як Саудівська Аравія, Оман, Кувейт і Об'єднані Арабські Емірати. Вони використовуються як у сільському господарстві, так і в туристичному бізнесі та спорті (перегони верблюдів).
2. Північна Африка: Верблюди широко поширені в таких країнах, як Єгипет, Судан, Алжир, Туніс і Марокко. Тут вони використовуються для перевезення вантажів і людей, особливо в пустелі Сахара, де є незамінними в кочовому способі життя.
3. Східна Африка: В Ефіопії, Сомалі та Кенії дромедари є основними тваринами для транспорту та джерелом молока для місцевого населення, зокрема для кочових племен.
4. Південна Азія: В Індії та Пакистані одногорбі верблюди відіграють важливу роль у транспорті та сільському господарстві, особливо в пустельних регіонах, таких як Раджастан, нарівні зі слонами.
5. Австралія: Найбільше стадо диких дромедарів (близько мільйона тварин) мешкає в центральній і західній Австралії. Сюди цей вид був завезений у 1849 році у супроводі погоничів верблюдів з Белуджистану, щоб сприяти дослідженню та колонізації посушливого континенту. Пізніше дромадерів використовували для доставки їжі до віддалених поселень і транспортування матеріалів для будівництва залізничних ліній і телеграфних стовпів. Коли необхідність у дромадерах відпала, їх здебільшого випустили на волю. Приблизно 12 000 оригінальних дромадерів розмножилися і навіть стали шкідниками Австралії.

### Вплив на місцеві культури та економіку
Одногорбий верблюд став важливим елементом виживання та розвитку багатьох народів. Він забезпечував пересування через великі відстані, був джерелом їжі та ресурсів (молоко, м'ясо, шерсть), а також допомагав у становленні торгових шляхів між різними регіонами. Сьогодні дромедари продовжують відігравати важливу роль у багатьох культурах, підтримуючи традиційний спосіб життя кочових народів, а також використовуючись у сучасних сферах, таких як туризм і спорт.
Таким чином, одногорбий верблюд, завдяки своїй витривалості та здатності адаптуватися до екстремальних кліматичних умов, поширився по багатьох регіонах світу, де продовжує відігравати значну роль у житті людей.

## Роль і використання в сучасному світі
Одногорбий верблюд (Camelus dromedarius), також відомий як дромедар, продовжує відігравати важливу роль у багатьох регіонах, зокрема в пустельних і напівпустельних районах Північної Африки, Близького Сходу, Північної Америки та частини Азії. Хоча розвиток технологій та транспортних засобів змінив традиційні способи використання верблюдів, одногорбий верблюд залишається актуальним у низці сфер:
Транспорт і перевезення вантажів.
Дромедари використовуються для перевезення людей і товарів у важкодоступних районах, особливо там, де сучасний транспорт є недостатньо ефективним або недоступним через складні кліматичні умови. Верблюди є незамінними в пустелях, де вони можуть долати великі відстані без води, витримуючи екстремальні температури.
Туризм
Як і двогорбий верблюд, дромедар має важливе значення для туристичної індустрії. Екзотичні подорожі на верблюдах пустелями Північної Африки, такими як Сахара, є популярною туристичною атракцією, що пропонує унікальний досвід для мандрівників.
Виробництво молока, м'яса та шерсті
Одногорбого верблюда розводять для отримання молока, м'яса та шерсті. Верблюже молоко є основним харчовим продуктом у багатьох кочових народів і цінується за свої поживні властивості. Воно містить багато вітамінів і мікроелементів та може зберігатися тривалий час у спекотних умовах. Верблюже м'ясо також є важливим джерелом білка в деяких регіонах.
У верблюдів, що мешкають у жаркому кліматі, зазвичай не виростає довга шерсть. Верблюжа шерсть легка, має низьку теплопровідність і міцність, тому підходить для виготовлення теплого одягу, ковдр, наметів і килимів. Шерсть найвищої якості, як правило, отримують від молодих або диких верблюдів. В Індії верблюдів стрижуть зазвичай навесні, і за одну стрижку отримують близько 1-1,5 кг шерсті. У холодних регіонах одна стрижка може дати до 5,4 кг. Дромадер може виробляти 1 кг вовни на рік, тоді як двогорбий верблюд має річний вихід близько 5-12 кг. Дромедари віком до двох років мають тонкий підшерсток, який має тенденцію до випадання і повинен бути обрізаний вручну. Зібрано мало інформації про верблюжі шкури, але вони, як правило, мають нижчу якість і є менш бажаними для виробництва.
Культурна і релігійна роль
Одногорбого верблюда шанують у багатьох культурах Північної Африки та Близького Сходу, де він часто є символом витривалості й життєздатності в суворих умовах. Верблюди відіграють важливу роль у традиційних святах, релігійних обрядах і фестивалях, а також у номадичних способах життя.
Використання у спортивних змагання
У багатьох країнах Перської затоки дромедари використовуються для верблюжих перегонів — популярного виду спорту, який має значну культурну і соціальну цінність. Перегони на верблюдах є давньою традицією і сьогодні активно підтримуються на урядовому рівні в таких країнах, як ОАЕ і Катар.
Отже, одногорбого верблюда все ще широко використовують у регіонах з посушливим кліматом, як у господарських, так і в культурних цілях. Його здатність пристосовуватися до суворих умов робить його незамінним помічником у багатьох сучасних сферах життя, особливо в тих місцях, де природні умови не дозволяють використовувати звичайний транспорт.